# Le Mari de la ministre
Le Mari de la ministre (The Politician's Husband) est une mini-série politique britannique en trois parties de 57 minutes diffusée du 25 avril au 9 mai 2013 sur BBC Two.
Cette série met en scène le ministre du Cabinet Aiden Hoynes et sa femme Freya Gardner qui forment un couple prestigieux dans la sphère politique britannique. Hoynes démissionne de ses fonctions dans une ambitieuse tentative d'obtenir un meilleur poste, mais il est trahi par son tout aussi ambitieux ami Bruce Babbish et par le Chief Whip, Marcus Brock. Freya, qui avait temporairement mis un frein à sa carrière pour s'occuper de leurs enfants, remplace Hoynes au sein du Cabinet et elle est contrainte de faire le choix de soutenir publiquement son mari ou de poursuivre ses ambitions politiques en critiquant ses choix.
Cette série est diffusée sur Arte le 10 mars 2016 et le 1er janvier 2017 sur LCP.

## Synopsis
Aiden Hoynes, Ministre du Commerce, délivre un discours tranchant à l’encontre de la politique migratoire (qu’il juge trop sévère) du gouvernement auquel il appartient. Il se dit être dans l’obligation morale de démissionner bien qu’il s’agisse en réalité d’une contestation frontale du leadership au sein du parti. Dans cette entreprise, il est soutenu par sa femme, Freya Gardner et son meilleur ami, Bruce Babbish, qui est membre du Cabinet.
Toutefois, après ce bouleversement, Bruce Babbish désavoue son ami dans les médias, pointant le carriérisme de celui-ci. Les ambitions d’Aiden Hoynes semblent être réduites à néant, jusqu’à la proposition du Premier Ministre de nommer Freya à la tête du Ministère du Travail et des Retraites.
Après réflexion, la jeune femme accepte et occupe donc un ministère de premier plan. Elle doit utiliser ce poste afin de servir les ambitions de son mari. Néanmoins, lors d’une première interview, elle renonce à prendre position en faveur de son mari quant à ses critiques vis-à-vis de la politique migratoire du gouvernement. Aiden est évidemment en colère, mais dit comprendre cette position, nécessaire pour conserver sa place au sein du Cabinet.
Aiden veut parallèlement se venger de Bruce Babbish (qui a récupéré le Ministère du Commerce au passage), en postant un tweet anonyme, révélant les prétentions électorales de ce dernier. Freya doit collaborer avec lui, et Aiden craint ce rapprochement.
Les Hoynes doivent aussi gérer des affaires d’ordre familial, et notamment le syndrome d’Asperger de leur fils ainé. Ils peuvent compter sur le soutien de Joe, le père d’Aiden, et de leur nourrice, Dita. Cependant, la baby-sitter est sous le charme d’Aiden, allant jusqu’à s’offrir à lui. Ce dernier n’est pas intéressé et lui propose de tout oublier. L’affaire est pourtant à la une de plusieurs médias, alors que rien ne s’est passé, provoquant un autre scandale. Aiden est présenté comme un Don Juan accro au sexe.
L’ambitieux Babbish tente de séduire Freya, en vain. Néanmoins, la situation est tendue au sein du couple Hoynes, Aiden ayant des soupçons.
Malgré une perte d’influence certaine, Aiden n’abandonne pas son dessein de devenir Premier Ministre. Il décide de rencontre Babbish afin de lui soumettre un projet, supposé assurer la stabilité de la Grande-Bretagne, financé par le secteur privé.
Par la suite, il délivre un discours au Parlement en faveur de la moralisation de la vie politique, critiquant le comportement peu exemplaire de certains politiciens. Parallèlement, Babbish rencontre les représentants de la société privée citée dans le projet d’Aiden. Ce dernier est prêt à accepter un pot-de-vin, toutefois, la scène est filmée et les personnes qu’il reçoit sont en réalité des journalistes.
Babbish est éclaboussé et forcé à la démission. Cependant, le nom de Freya est également exposé, le projet devant se réaliser, en théorie, sous l’égide de son ministère. Comprenant qu’il s’agit d’une combine de son époux, elle lui demande des explications. C’était une punition, à la suite du désaveu public à l’encontre de son mari.
Le couple apparaît comme brisé, au bord du divorce. Mais un événement familial les rapproche, la mort du père d’Aiden, Joe, retrouvé inanimé dans le jardin, au petit matin.
Il s’ensuit alors une ellipse de six mois, nous retrouvons le couple à l’entrée de 10. Downing Street, tous deux ont un poste au Cabinet, l’un est Premier Ministre et l’autre est Vice-Premier Ministre et Ministre de l’Intérieur. Ils sont alors présentés comme le « couple ne or de politique ».
Après un jeu de regard, c’est bien Freya qui est à la tête du Cabinet, secondée par son époux au Ministère de l’Intérieur.

## Distribution
- David Tennant (VF : Arnaud Bedouët) : Aiden Hoynes
- Emily Watson (VF : Isabelle Gardien) : Freya Gardner
- Oscar Kennedy (VF : Théo Benhamour) : Noah Hoynes
- Lucy Hutchinson (VF : Jaynélia Coadou-Keita) : Ruby Hoynes
- Ed Stoppard (VF : Jean-Christophe Dollé) : Bruce Babbish
- Roger Allam (VF : Bernard Alane) : Marcus Brock
- Jack Shepherd (en) (VF : Michel Papineschi) : Joe Hoynes
- Chipo Chung (VF : Fily Keita) : Lian Hooper
- Simon Chandler (VF : Edgar Givry) : Cliff Lyman
- Malcolm Scates : Kenny Moss
- Anamaria Marinca (VF : Dorothée Pousséo) : Dita Kowalski
- Luke Neal (VF : Laurent Orry) : Drew Bailey

La scénariste Paula Milne a annoncé que les noms des personnages étaient des références à la série télévisée politique américaine, À la Maison-Blanche (The West Wing).

## Récompense
- Festival international des programmes audiovisuels de Biarritz 2014 : FIPA d'or d'interprétation féminine pour Emily Watson